# José Climent Pastor
José Climent Pastor (n. 1912) va ser un polític hispano-argentí.

## Biografia
Va néixer en Buenos Aires en 1912. Posteriorment es traslladaria a Espanya, on treballaria com fotogravador. Es va afiliar al Partit Comunista d'Espanya (PCE).
Després de l'esclat de la Guerra civil va passar a formar part del comissariat polític de l'Exèrcit Popular de la República, arribant a exercir com a comissari de la 46a Brigada Mixta i la 10a Divisió. Al final de la guerra degué marxar a l'exili, instal·lant-se a la Unió Soviètica. Allí exerciria diversos treballs a Kriúkovo, Taixkent i Crimea. Va contreure matrimoni amb Mercedes Aguilar Reyes, traslladant-se posteriorment a l'Argentina.